# Flachdichtung

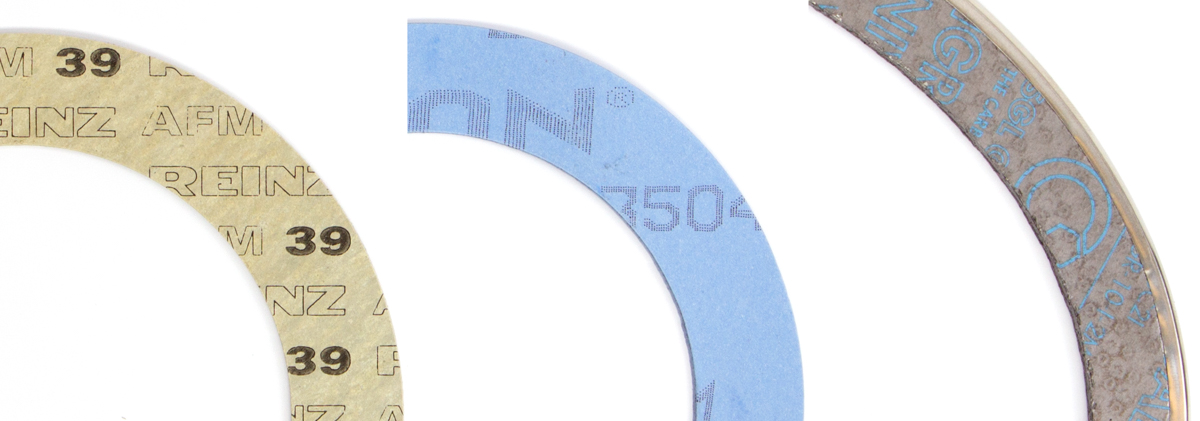
Flachdichtungen aus verschiedenen Grundmaterialien (von links nach rechts) Faserdichtung, PTFE-Flachdichtung und Grafitflachdichtung mit außenliegender Metallummantelung (Bördel)

Flachdichtungen werden überwiegend als statische Dichtungen im Maschinen- bzw. Apparate- und Rohrleitungsbau als Dichtelement zwischen zwei Flanschen eingebaut.

## Grundlagen
Die Flachdichtung wird überwiegend in Verschraubungen mit Überwurfmutter und in Flanschverbindung eingesetzt. Die Verbindung wird nach dem Einlegen der Dichtung verpresst. Der Pressdruck muss über dem Druck des Fluids in der Anlage liegen.
Die Kraft zur Erzeugung der geforderten Flächenpressung wird meist mit Schraubverbindungen erzielt. Bei niedrigen Drücken werden auch Steck- und Klemmverbindungen eingesetzt.
Je nach Anwendung wird eine bestimmte Leckagemenge toleriert.

## Einflüsse auf die Dichtverbindung
Auf die Flachdichtung wirken vor allem Druck, Temperatur und das abzudichtende Medium.
Zu berücksichtigen sind insbesondere die chemischen und physikalischen Beanspruchungen.
Zu letzteren kann etwa ein abrupter Temperatur- und Druckabfall/-anstieg gehören.
Auch die Beschaffenheit der Flansche (Rauheit, Welligkeit), die Geometrie der Verbindung und die Verschleißanfälligkeit beeinflussen die Materialwahl.

## Normen
- Normenreihe DIN EN 1514 – Dichtungen (Abmessungen) für Flanschverbindungen nach DIN/EN
- Normenreihe DIN EN 12560 Dichtungen (Abmessungen) für Flanschverbindungen nach ANSI/ASME B16.5

## Flachdichtungsarten und übliche Werkstoffe

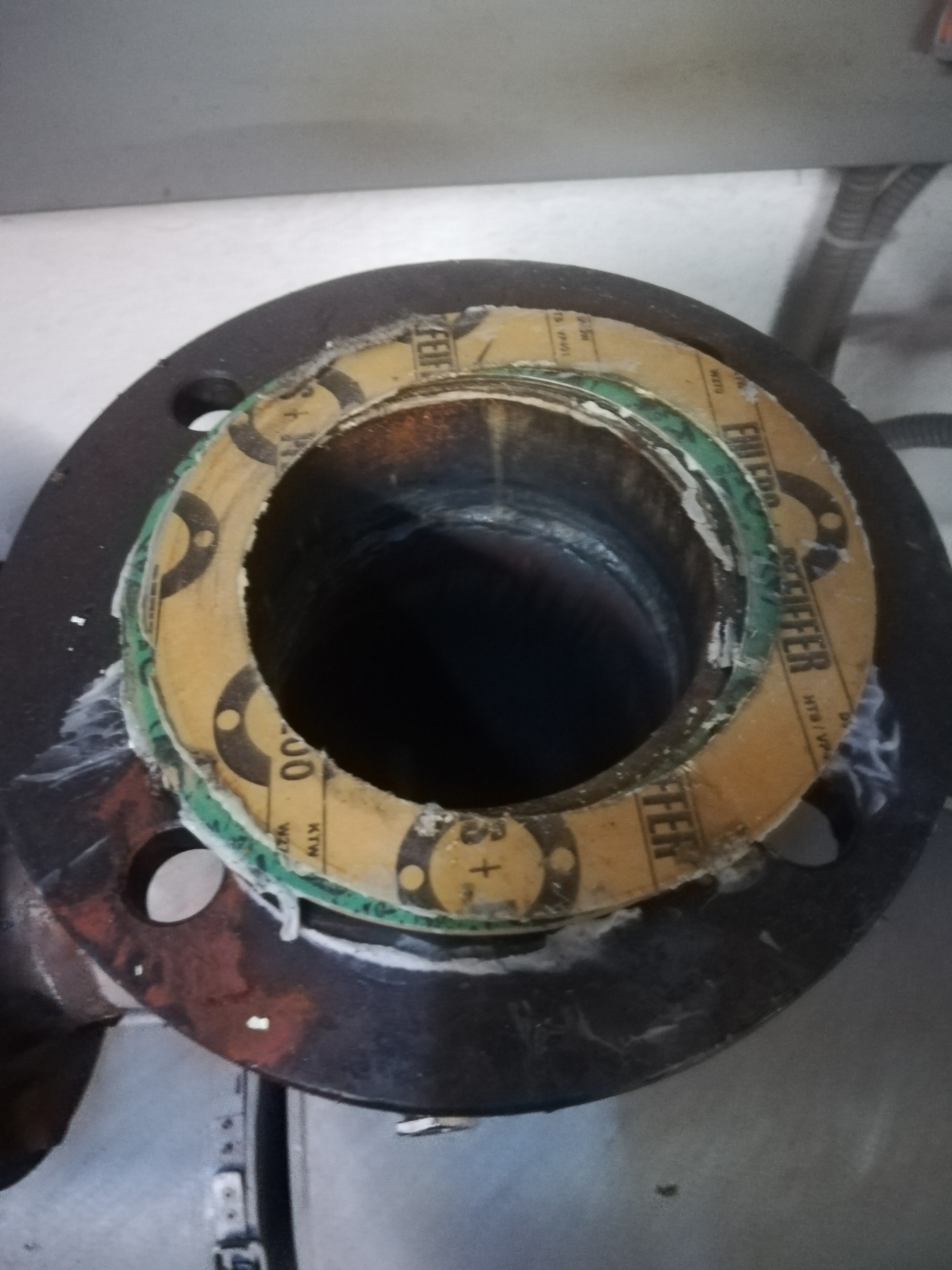
Asbesthaltige Flachdichtungen

- Papier- oder Pappflachdichtungen, siehe Faserdichtung
- Flachdichtungen aus Kunststoffen
  - Silikonflachdichtung
  - Gummiflachdichtungen (Ethylen-Propylen-Dien-Kautschuk, Acrylnitril-Butadien-Kautschuk, Fluorkautschuk)
  - Polytetrafluorethylen-Flachdichtungen
  - Hochtemperatur-Kunststoffe (PEEK, PAI, PEI)
  - Faserdichtung (Matrix: Kohlenstofffaser, Mineralfaser, Aramidfaser, Füllstoff Elastomere)
- Graphit-Flachdichtungen
- Hochtemperaturdichtungen (Glimmergruppe)
- Wellringdichtungen (Grundkörper: Metall, Auflagen: Grafit oder anderer Weichstoff)
- Kammprofildichtungen (Grundkörper: Metall, Auflagen: Grafit oder anderer Weichstoff)
- Spiraldichtungen (Grundkörper: Wicklung aus Metall und Weichstoffen wie Grafit oder PTFE, Kammerung: Metallringe)[1]
- flache Metalldichtringe (z. B. Usit-Ring)
- Asbest. Bei älteren Flachdichtungen muss damit gerechnet werden, dass diese aus Asbest bestehen und gegebenenfalls in den Geltungsbereich der Gefahrstoffverordnung, der TRGS 519 und der Asbestrichtlinie fallen.

Faserdichtungen und PTFE-Flachdichtungen werden bei hohen thermischen oder mechanischen Beanspruchungen teilweise durch eine Metalleinlage verstärkt.

### Ummantelte Flachdichtungen
Ummantelte Flachdichtungen bestehen aus einem Kern, der häufig aus faserhaltigem Material besteht, und von einer PTFE- oder Metallhülle (Stahl oder korrosionsbeständige Nickellegierungen) umhüllt ist. Dabei kann die Hülle die Flachdichtung vollständig oder nur teilweise umschließen. Die Ummantelung schützt den Kern vor chemischem Angriff durch das abzudichtende Medium. Der Kern hat eine Stützfunktion, indem er durch den Anpressdruck nachgibt. Der Anpressdruck muss höher gewählt werden als bei einer einfachen Flachdichtung ohne Hülle. Stabile Flansche sind eine Voraussetzung.
Ein besonderes Beispiel für eine (teil-)ummantelte Flachdichtung ist in der Automobiltechnik die Zylinderkopfdichtung.